# Kanton Keleti pályaudvar
A Kanton Keleti pályaudvar (egyszerűsített kínai nyelven: 广州东站 tradicionális kínai nyelven: 廣州東站) egy vasúti pályaudvar Kantonban, Kínában. A vasútállomás 1940-ben nyílt meg.

## Metró
A Kantoni metró 1-es és 3-as vonala érinti a pályaudvart.Az 1-es vonal 1999. június 28-án, a 3-as vonal pedig 2005. december 26-án nyílt meg az utazóközönség számára

## Vasútvonalak
Az állomást az alábbi vasútvonalak érintik:
- Kanton–Sencsen-vasútvonal

## Kapcsolódó állomások
A vasútállomáshoz az alábbi állomások vannak a legközelebb:
- Kanton vasútállomás (Kanton vasútállomás, Kanton–Sencsen-vasútvonal)
- Shipai Railway Station (Shenzhen Railway Station, Kanton–Sencsen-vasútvonal)